# Manfred Riedl
Manfred Riedl (* 30. Juni 1924 in Auerbach/Vogtl; † 3. Juni 1999 ebenda) war ein deutscher Maler.

## Leben und Werk
Riedl absolvierte von 1938 bis 1940 eine Lehre als Textilzeichner. Von 1940 bis 1942 studierte er an der Staatlichen Kunstschule für Textilindustrie Plauen. Dann wurde er zur Wehrmacht eingezogen, und er nahm als Soldat am Zweiten Weltkrieg teil. Nach Kriegsende war er ab 1945 Entwerfer für Gardinenstoffe und ab 1947 selbstständiger Reklame- und Schriftmaler. Daneben betätigt er sich autodidaktisch als Maler. Von 1949 bis 1952 arbeitete er bei der Wismut. Von 1952 bis 1957 studierte er Malerei bei Erich Fraaß und Rudolf Bergander an der Hochschule für Bildende Künste Dresden. Danach arbeitete er als freischaffender Künstler in Auerbach. Wie viele andere Künstler in der DDR erhielt er auch Aufträge von Betrieben und Institutionen. Arbeiten Riedls wurden u. a. vom Ministerium für Kultur, vom FDGB und vom Deutschen Turn- und Sportbund erworben. Mehrere sächsische Museen nahmen Bilder in ihre Sammlungen auf.
Von 1961 bis 1987 war Riedl Dozent an der Fachschule für Angewandte Kunst Schneeberg.
Er hatte in der DDR und nach der deutschen Wiedervereinigung eine Anzahl Einzelausstellungen und war u. a 1958/1959 und 1962/1963 auf der Vierten und Fünften Deutsche Kunstausstellung in Dresden und 1984/1985 in Karl-Marx-Stadt auf der repräsentativen Ausstellung „Retrospektive 1945 – 1984. Bildende Kunst im Bezirk Karl-Marx-Stadt“ vertreten.

## Mitgliedschaften
- 1957 bis 1990 Verband Bildender Künstler der DDR
- ab 1990 Sächsischer Künstlerbund e. V. im Bundesverband Bildender Künstlerinnen und Künstler
- ab 1994 Vogtländischer Kunstverein Göltzschtal e. V.

## Ehrung
- 1962 Kunstpreis des Bezirks Karl-Marx-Stadt

## Werke (Auswahl)
- Erzbergbau (Öl, 75 × 140 cm, 1949; Deutsches Bergbau-Museum Bochum)[1]
- Blick ins obere Erzgebirge (Öl, 75 × 100 cm)
- Am Aschberg (Öl, 42 × 58 cm, 1956; Kunstarchiv Beeskow)
- Wismutkumpel (Öl, 1958)[2]
- Vogtlandwinter (Öl, 1958; Vogtlandmuseum Plauen)
- Talsperrenbau Pöhl (Öl, 1961, Vogtlandmuseum Plauen)
- Große Aschbergschanze (Öl, 1962)[3]
- Getreideernte im Vogtland (Öl, 1962)[4]
- Studentenblumen (Öl, 1988)[5]

## Weblink
- https://www.falkart.de/die-k%C3%BCnstler/manfred-riedl-1924-1999/